# Караташ, Владимир Михайлович
Владимир Михайлович Караташ (2 марта 1926 — 6 ноября 2017) — член ОУН, боец УПА, заключённый ГУЛАГа, активный участник Кенгирского восстания 1954 года, мемуарист.

## Биография
Родился в крестьянской семье в селе Раздол (ныне — Голованевского района Кировоградской области Украины). Отец — Михаил Караташ, был расстрелян гестаповцами в Голованевске. 17-летним юношей Владимир стал членом ОУН. Был стрелком в сотни «Сталевого» (Стального), действовавшей в местностях Гайсин, Умань, Теплик, Гайворон, Благовещенское, Голованевск. Арестован контрразведкой «СМЕРШ», приговорён к 8 годам лишения свободы.
11 месяцев находился в Горьковской тюрьме № 1. В 1949 году Владимира перевели в лагеря строгого режима для политзаключённых — в Воркуту. Работал на шахте № 7.
1951 — в концлагере «Речлаг» после тяжёлого и долгого следствия был осуждён военным трибуналом Беломорского военного округа к расстрелу за «организацию и руководство антисоветской группой украинских националистов», которая готовила восстание в лагере. Закованного перевезли в Вологду, где провёл 5 месяцев в одиночной камере смертников. С утра до вечера, чтобы не сойти с ума, ходил по камере и шёпотом декламировал стихи Тараса Шевченко, Ивана Франко, Леси Украинки, занимался физическими упражнениями.
После смерти Сталина власть заменила расстрел 25 годами тюрьмы и концлагеря. Был этапирован из Вологды в Казахстан в лагерь строгого режима Степлаг в посёлке Кенгир. Там в мае-июне 1954 года принимал активное участие в Кенгирском восстании. В «Схеме организации руководящих органов массового неповиновения заключённых Степного лагеря», составленной сотрудниками ГУЛАГ сразу после подавления восстания, Владимир Михайлович под фамилией Короташ вместе с Кострицким и Явмейко значится как работник «механических мастерских по изготовлению холодного и огнестрельного оружия».
Освобождён 26 апреля 1956, реабилитирован 20 сентября 1989 Кировоградской облпрокуратурой.
В 1958 году поступил в Одесский государственный университет на факультет иностранных языков. В 1963 году с дипломом учителя английского языка приехал в родное село Раздол Голованевского района. 25 лет работал учителем в Побугском. Вместе с женой Анной Лукьяновной (девичья фамилия Людкевич) также политзаключённой (познакомились в советских лагерях) вырастили двоих детей — сына и дочь. Автор трёх книг-воспоминаний.
В 1960 годах в Америке вышла книга «В концлагерях СССР». На странице 340 книги есть запись о том, что в 1952 году на шахте № 7 в Воркуте была разоблачена группа, которая подготовила около 500 самодельных гранат большой разрывной силы.
Член Кировоградского областного Общества политических заключённых и репрессированных. 8 мая 2015 Владимир Караташ вместе с другими ветеранами УПА был приглашён в ВРУ на торжественное заседание по случаю 70-й годовщины Победы над нацизмом в Европе и Дня памяти и примирения.

## Семья
- Жена — Анна Лукьяновна, урождённая Людкевич (?—?), участница Кенгирского восстания, во время которого познакомилась с Владимиром. Её младшая сестра Мария, также находилась в Кенгире и участвовала в этих событиях[3].
  - Сын — Михаил[4]
  - Дочь — Оксана[4]

## Награды и премии
- Орден «За мужество» III ст. (20 августа 2007) — за значительный личный вклад в социально-экономическое, культурное развитие Украинского государства, весомые трудовые достижения и по случаю 16-й годовщины независимости Украины[5]
- Юбилейная медаль «20 лет независимости Украины» (27 января 2012) — за весомые личные заслуги в государствообразующей, социально-экономической, культурно-образовательной деятельности, добросовестное и безупречное служение Украинскому народу и по случаю Дня Соборности и Свободы Украины[6]
- Юбилейная медаль «25 лет независимости Украины» (19 августа 2016) — за значительные личные заслуги в становлении независимой Украины, утверждении её суверенитета и укреплении международного авторитета, весомый вклад в государственное строительство, социально-экономическое, культурно-образовательное развитие, активную общественно-политическую деятельность, добросовестное и безупречное служение Украинскому народу[7]
- Литературная премия имени Евгения Маланюка в номинации «Литература и публицистика» за книгу воспоминаний «На баррикадах Кенгира» (2008).